# Richard Laymon
Richard Carl Laymon (Chicago, 14 gennaio 1947 – 14 febbraio 2001) è stato uno scrittore statunitense di romanzi horror.
Cresce in California e si laurea in lingua inglese all'Università di Willamette, nell'Oregon.
Lavora come insegnante, bibliotecario e segretario di uno studio legale, finché il successo dei suoi racconti lo spinge a diventare uno scrittore a tempo pieno.

## Opere
Si riportano solo i titoli usciti in Italia con il relativo ordine cronologico di pubblicazione. Per una bibliografia completa si rimanda ai siti segnalati nei collegamenti esterni.
- 1984 - La casa della bestia (The Cellar), Urania n. 964, Mondadori, 1994 Fanucci Editore ISBN 88-347-0432-0
- 1986 - Il Ritorno della Bestia (The Beast House), Independent Legions Publishing, 2018, trad. Paolo Di Orazio, ISBN 978-88-99569-84-6
- 1988 - La Tana di Mezzanotte (Midnight's Lair), Independent Legions Publishing, 2017, trad. Daniele Bonfanti, ISBN 978-88-99569-66-2
- 1991 - L'Isola (Island), Independent Legions Publishing, 2016, trad. Alessandro Manzetti, ISBN 978-88-99569-22-8
- 1992 - La bara (The Stake), Fanucci Editore ISBN 88-347-0942-X
- 1993 - La carne (Flesh), Fanucci Editore ISBN 88-347-0638-2
- 1993 - Il luna park dell'orrore (Funland), Sperling & Kupfer ISBN 88-200-1265-0
- 1994 - Notte senza fine (Endless Night), Fanucci Editore
- 1996 - I sogni della resurrezione (Resurrection's Dreams), Fanucci Editore ISBN 88-347-0517-3
- 1996 - Una notte di pioggia (One Rainy Night), Sperling Paperback
- 1997 - Gli alberi di Satana (The Woods Are Dark), Sperling Paperback ISBN 88-7824-820-7
- 1998 - Spettacolo di morte (Night Show), Fanucci Editore ISBN 88-347-0618-8
- 1998 - Melodia in nero (Alarums), Sperling Paperback ISBN 88-7824-920-3
- 2011 - Il circo dei vampiri (The Travelling Vampire Show), Gargoyle Books ISBN 978-88-89541-57-9

### Racconti
- Omicidio Stop (Roadside Pickup), raccolto ne Il Giallo Mondadori n. 1363 (1975)
- La Vasca da bagno (The Tube), raccolto ne Erotic Horror. Racconti dei grandi maestri dell'orrore, Bompiani, 1994.
- La Mensa (Mess Hall), raccolto ne Il libro dei morti viventi, Bompiani, 1995.
- La Vergine (The Maiden), raccolto ne Dark Love, Sperling & Kupfer, 1997.
- La Persona che sanguinava (The Bleeder), raccolto ne La maledizione del Vampiro, Newton & Compton, 2000.
- La Morsa (The Grab), raccolto ne I Sogni del Diavolo, Independent Legions Publishing, 2015. ISBN 978-88-99569-00-6
- Invito all'Omicidio (Invitation to Murder), raccolto ne Il Buio Dentro, Kipple Officina Libraria, 2015. ISBN 978-88-98953-41-7
- Saving Grace , raccolto ne Il Buio Dentro, Kipple Officina Libraria, 2015. ISBN 978-88-98953-41-7
- Un Buon Posto Segreto (A Good Secret Place), raccolto ne Danze Eretiche Vol. 1, Independent Legions Publishing, 2015 ISBN 978-88-99569-01-3
- Herman (Herman), raccolto ne I Sogni del Diavolo, Independent Legions Publishing, 2015. ISBN 978-88-99569-00-6
- Vibrazioni (Good Vibrations), raccolto ne I Sogni del Diavolo, Independent Legions Publishing, 2015. ISBN 978-88-99569-00-6
- Nella Fossa (Into the Pit), raccolto ne Monster Masters - I Segreti dei Maestri dell'Horror, Cut-Up Publishing, 2015. ISBN 978-88-95246-51-2
- Rastellamento. Virus Black Widow (Mop-Up), raccolto ne Carne cruda. Giardini delle delizie, Cut-Up Publishing, 2015. ISBN 978-88-95246-62-8